# Pierre de Bagnac
Pierre de Bagnac (ou Banhac), le cardinal de Montmajour, est un cardinal français né Banhac commune de Saint-Bonnet-de-Bellac en Limousin et décédé le  7 octobre 1369  à Viterbe. Il est un neveu du cardinal Pierre de Mortemart.

## Repères biographiques
Pierre de Bagnac est abbé de l'abbaye de Montmajour, archidiacre de Comminges et référendaire papal. En 1348 il est élu évêque de Castres.
Le 23 juin 1365, il se plaint auprès de la reine Jeanne de l'attitude des Arlésiens qui viennent chaque année, le jour de l'invention de la Sainte-Croix, à Castellet en armes.
De Bagnac est créé cardinal par  le pape Urbain V lors du consistoire du 22 septembre 1368.